# Alex Sandro Santana de Oliveira
Alex Sandro Santana de Oliveira (Salvador, 30 de outubro de 1973) é um técnico de futebol e ex-futebolista brasileiro, conhecido como Paulo Isidoro. O apelido foi dado em função de sua semelhança física com Paulo Isidoro de Jesus, jogador do Atlético Mineiro e da Seleção Brasileira.

## Carreira
Começou no início dos anos 1990 nas categorias de base do Vitória, tendo subido para o time principal em 1993, quando foi titular do time vice-campeão brasileiro. No ano seguinte foi campeão paulista e brasileiro pelo Palmeiras e depois para o Internacional, Guarani e Cruzeiro.
Na virada do século esteve uma temporada no futebol japonês e de lá voltou para o seu clube de origem. Próximo dos 30 anos, passou uma temporada na Turquia e voltou ao Brasil, tendo rodado por várias equipes até retornar ao Brasileirão 2005, pelo Fortaleza.
Em agosto de 2009, foi contratado pelo Bahia. No tricolor baiano, foi um dos destaques, e renovou contrato com o clube para 2010, pois tanto a torcida, como diretoria, se interessaram pelo camisa 10 do Esquadrão de Aço para a temporada seguinte. Voltou para o Fortaleza em 2010 com muita euforia onde se sagrou campeão cearense fazendo o gol da vitória na primeira partida das finais. Ao final do campeonato foi eleito para a Seleção do Campeonato Cearense de 2010 como um dos melhores meio-campistas ao lado de Geraldo do Ceará.
A partir da metade da temporada 2010 foi transferido do Fortaleza para o Mogi Mirim por um valor não revelado, onde ficou até 2011, antes de se aposentar dos gramados.
Em 2011, ao participar do FooteconPaulo Isidoro começou a trilhar seu caminho para se tornar técnico de futebol, entre 2012 e 2013 fez o curso da CBF realizado em parceria com a PUC voltada para a formação de treinadores. Em 2015, começou a cursar Educação Física.
Sua primeira oportunidade em um comissão técnica foi no Esporte Clube Ypiranga no ano de 2012 e 2013, onde foi auxiliar técnico. Em 2015, disputou o Campeonato Piauiense comandando o Caiçara Esporte Clube. No ano de 2017, comandou a equipe SUB-20 do Esporte Clube Ypiranga. Ainda em 2017 foi contratado pelo Esporte Clube Jacuipense onde ficou até o ano 2018, treinou as categorias SUB-15, SUB-17 e SUB-18. Em 2019, esteve como auxiliar técnico no Vitória. Atualmente é técnico da divisão de base no Bahia.

## Títulos
Vitória
- Torneio da Uva: 1994

Palmeiras
- Campeonato Brasileiro: 1994
- Campeonato Paulista: * 1996[2]

Internacional
- Campeonato Gaúcho: 1997

Cruzeiro
- Copa dos Campeões Mineiros: 1999
- Copa Centro-Oeste: 1999
- Copa do Brasil: 2000
- Copa Sul-Minas: 2001

Fluminense
- Campeonato Carioca: 2002

América de Natal
- Copa RN: 2006

Fortaleza
- Campeonato Cearense: 2005, 2008, 2010

## Artilharia
Fortaleza
- Campeonato Cearense: 2008 (14 gols).